# 困憊
| ウィキペディアには「困憊」という見出しの百科事典記事はありません（タイトルに「困憊」を含むページの一覧/「困憊」で始まるページの一覧）。 代わりにウィクショナリーのページ「困憊」が役に立つかもしれません。 |